# Soissons-sur-Nacey
Soissons-sur-Nacey är en kommun i departementet Côte-d'Or i regionen Bourgogne-Franche-Comté i östra Frankrike. Kommunen ligger i kantonen Pontailler-sur-Saône som tillhör arrondissementet Dijon. År 2022 hade Soissons-sur-Nacey 357 invånare.

## Befolkningsutveckling
Antalet invånare i kommunen Soissons-sur-Nacey
Referens:INSEE